# N̄
La N con macrón (Mayúscula: N̄ minúscula: n̄), es un grafema usado en la escritura del idioma marshalés, Yoruba, obolo y en varias lenguas oceánicas como el hiw, el dorig, el kokota, el mwotlap, o el vurës, en la Romanización ISO 233-1 del alfabeto árabe, en la romanización Peh-oe-ji o en ciertas romanizaciones del alfabeto Karosti.  Esta es la letra N diacrítica con un macrón.

## Uso
El grafema “n̄” se utiliza en la ortografía de algunas lenguas oceánicas (mwotlap, vurës, hiw, dorig, kokota,…). Representa el sonido /ŋ/.
En yoruba, cuando el tono medio se indica opcionalmente con el macron, «n̄» representa [ŋ̄].
En el antiguo bretón y en obolo, cuando la «n̄» va después de una vocal, produce una vocal nasal.
En la romanización ISO 233-1 de la Escritura árabe, «n̄» translitera el nūn šaddah ‹نّ›, el nūn y la šaddah se translitera con la n y con el macron arriba.

## Codificación
La N con macrón se puede representar en Unicode usando los siguientes caracteres:
| Forma     | Representación | Puntos de código | Descripción                         |
| --------- | -------------- | ---------------- | ----------------------------------- |
| mayúscula | N̄              | U+004E U+0304    | Letra mayúscula latina N con macrón |
| minúscula | n̄              | U+006E U+0304    | Letra minúscula latina N con macrón |